# Morostoma
Morostoma – rodzaj chrząszczy z rodziny sprężykowatych i podrodziny Prosterninae lub Morostominae.

## Taksonomia
Rodzaj opisany został przez Ernesta Candèze'a w 1879. Gatunkiem typowym został M. palpale. W 2000 Władimir Gdalicz Dolin wprowadził podrodzinę Morostominae ustanawiając jej rodzajem typowym rodzaj Morostoma. 

## Występowanie
Wszystkie należące tu gatunki są endemitami Madagaskaru.

## Systematyka
Opisano dotąd 8 gatunków z tego rodzaju:
- Morostoma cottai Fairmaire, 1901
- Morostoma longicorne Fleutiaux, 1929
- Morostoma madagascariense Fleutiaux, 1929
- Morostoma nitidum Fleutiaux, 1929
- Morostoma palpale Candèze, 1879
- Morostoma sicardi Fleutiaux, 1929
- Morostoma subdepressum Fleutiaux, 1907
- Morostoma testaceipenne Candèze, 1893